# Elachocharax
Elachocharax is een geslacht van straalvinnige vissen uit de familie van de grondzalmen (Crenuchidae).

## Soorten
- Elachocharax geryi Weitzman & Kanazawa, 1978
- Elachocharax junki (Géry, 1971)
- Elachocharax mitopterus Weitzman, 1986
- Elachocharax pulcher Myers, 1927